# Ovidio Montalbani
Ovidio Montalbani (1601 – 1671) foi um matemático italiano.
Foi professor de lógica, matemática, astronomia e medicina na Universidade de Bolonha.

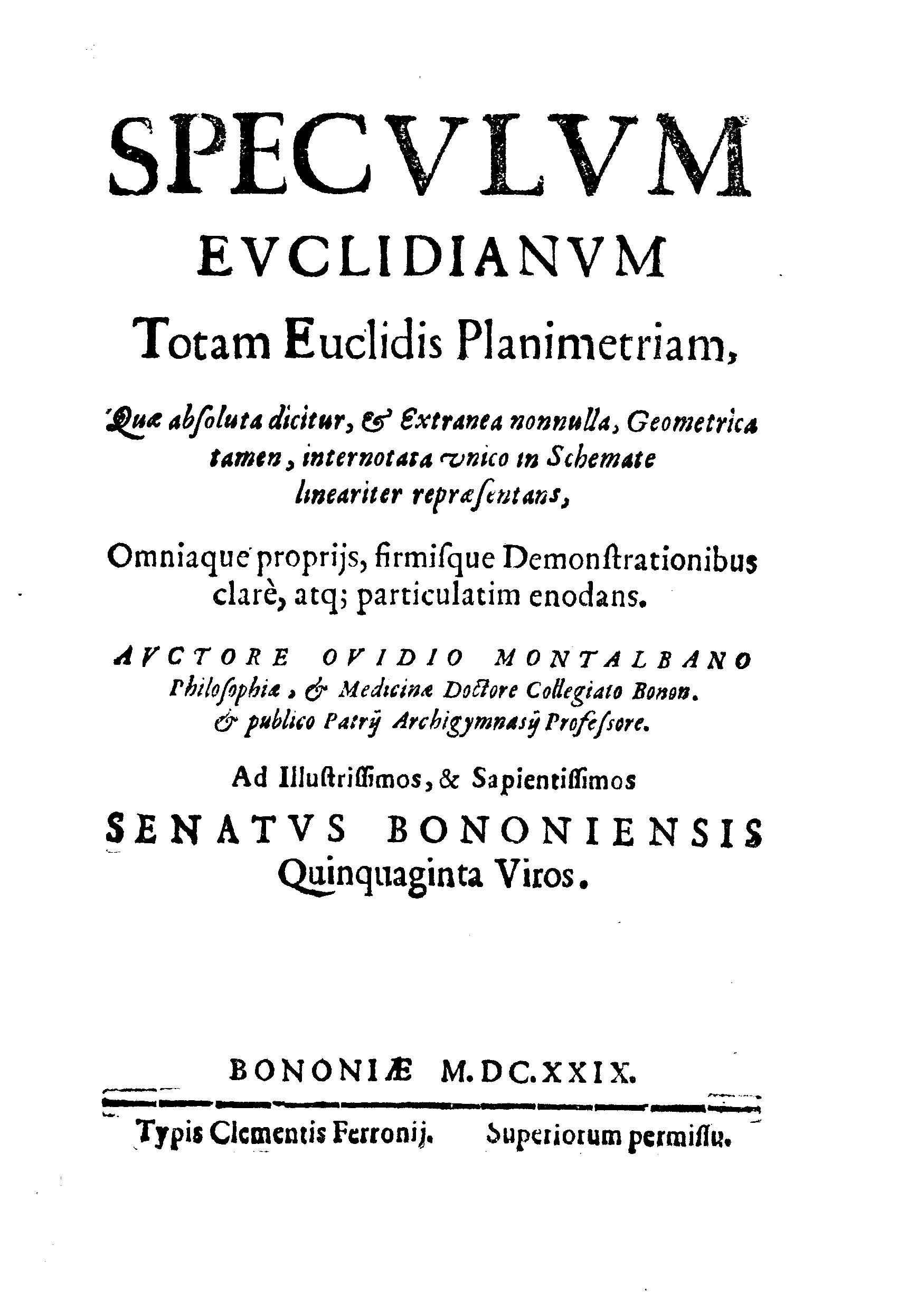
Speculum Euclidianum, 1629

## Vida
Foi um cidadão politicamente envolvido da cidade de Bolonha, onde exerceu diversas magistraturas, tais como aquela da corte do fórum mercantil e tribuno da plebe.
Foi também membro da Accademia dei Gelati, da Accademia degli Indomiti e da Accademia della Notte.

## Obras
- Montalbani, Ovidio (1629). Speculum Euclidianum (em latim). Bononiae: Clemente Ferroni
- Hortus botanographicus herbarum ideas, et facies supra bis mille Autotatas Perpetuam, & facillimam immense cognitionis botanicarum differentiarum ad memoriam ... Bologna, Giacomo Monti, 1660